# هالی دیل
هالی دیل (انگلیسی: Holly Dale؛ زادهٔ ۲۳ دسامبر ۱۹۵۳) کارگردان، تدوین‌گر، تهیه‌کننده و فیلم‌نامه‌نویس اهل کانادا است. وی از سال ۱۹۷۶ میلادی تاکنون مشغول فعالیت بوده‌است.
از فیلم‌ها یا مجموعه‌های تلویزیونی که وی در آن‌ها نقش داشته‌است، می‌توان به فوبار، کایل ایکس‌وای، پرونده سرد، منطقه مرده، مرز جنون، نابودگر: ماجراهای سارا کانر، کسل، آمریکایی‌ها، مأموران شیلد، دکستر، ان‌سی‌آی‌اس، زیر گنبد، نجیب‌زادگان، مری آدم می‌کشد، نیروهای ویژه، پرونده‌های ایکس و بت وومن اشاره نمود.